# Nōami
Nōami (能阿弥, Nōami, 1397 - 1471) est un peintre japonais et poète renga au service des  shoguns Ashikaga. Amateur d'art avisé, Noami réunit des peintures chinoises et d'autres œuvres d'art pour le shogunat et sert de conseiller (dōbōshū 同朋衆) pour la cérémonie du thé, l'encens et divers d'autres éléments liés aux arts.
Artiste accompli à part entière, Nōami étudie auprès de Shūbun et peint essentiellement des paysages dans le style suiboku (encre monochrome). Lui, son fils Gei-Ami et son petit-fils Sō-ami, sont connus comme les San-ami ou « trois Ami » et font partie des paysagistes les plus célèbres de la tradition japonaise.
Nōami est également connu par son nom de naissance, Nakao Saneyoshi (中尾真能, なかおさねよし), et par ses  noms d'artiste, Ōsai et Shun-Ōsai.

## Sources
- Frederic, Louis (2002). "Japan Encyclopedia." Cambridge, Massachusetts: Harvard University Press.